# 丹尼·贝当古
丹尼·贝当古·查孔（西班牙語：Danny Betancourt Chacón，1981年5月27日—），古巴棒球运动员。他曾代表古巴国家队参加2004年夏季奥林匹克运动会棒球比赛，结果队伍获得一枚金牌。